# Delphos (Ohio)
Delphos és una població dels Estats Units a l'estat d'Ohio. Segons el cens del 2000 tenia 6.944 habitants.

## Demografia
Segons el cens del 2000, Delphos tenia 6.944 habitants, 2.717 habitatges, i 1.880 famílies. La densitat de població era de 924,5 habitants/km².
Dels 2.717 habitatges en un 33,8% hi vivien nens de menys de 18 anys, en un 55,2% hi vivien parelles casades, en un 9,9% dones solteres, i en un 30,8% no eren unitats familiars. En el 27,2% dels habitatges hi vivien persones soles el 13,8% de les quals corresponia a persones de 65 anys o més que vivien soles. El nombre mitjà de persones vivint en cada habitatge era de 2,52 i el nombre mitjà de persones que vivien en cada família era de 3,08.
Per edats la població es repartia de la següent manera: un 26,8% tenia menys de 18 anys, un 9,6% entre 18 i 24, un 27,6% entre 25 i 44, un 19,6% de 45 a 60 i un 16,4% 65 anys o més.
L'edat mediana era de 36 anys. Per cada 100 dones de 18 o més anys hi havia 88,6 homes.
La renda mediana per habitatge era de 35.817 $ i la renda mediana per família de 44.385 $. Els homes tenien una renda mediana de 32.917 $ mentre que les dones 21.124 $. La renda per capita de la població era de 16.380 $. Aproximadament el 5,6% de les famílies i el 6,8% de la població estaven per davall del llindar de pobresa.

## Poblacions més properes
El següent diagrama mostra les poblacions més properes.